# 나가이케 아쓰시
나가이케 아쓰시(일본어: 長池 徳士, 1944년 2월 21일 ~ )는 일본의 전 프로 야구 선수이자 야구 지도자, 야구 해설가·평론가이다.
그전 이름 및 본명은 나가이케 도쿠지(長池 徳二)이며, 1979년에는 현재의 ‘아쓰시’(徳士)로 개명되었다. 현역 시절 ‘미스터 브레이브스’(ミスターブレーブス)라는 별명이 불릴 정도로 한큐 브레이브스를 대표하는 중심 타자로서 활약했다.

## 인물

### 프로 입단 전
도쿠시마 현립 무야 고등학교(현재의 도쿠시마 현립 나루토 제1 고등학교) 시절인 1961년에 투수로서 춘계 선발 대회(제33회 선발 고등학교 야구 대회)에 출전했고 2차전 상대인 마쓰에 상업고등학교에게 패하여 탈락했다. 3학년 때 난카이 호크스의 입단 테스트를 받았지만 쓰루오카 가즈토 감독한테서 “쓸만해지려면 4년은 걸린다. 놀러가는 셈치고 대학에 다녀와라”라는 말을 듣고 쓰루오카의 모교인 호세이 대학 경영학부에 진학했다. 호세이 대학에서는 외야수로 전향했고, 도쿄 6대학 리그 통산 60경기에 출전하여 217타수 62안타, 타율 2할 8푼 6리, 3홈런, 30타점을 기록했다. 베스트 나인을 세 차례나 선정되었고 호세이 대학 시절에는 수위 타자를 차지한 경험은 있으나 통산 3홈런의 성적이 나타내는 바와 같이 장거리형 선수는 아니었다.
대학을 졸업하면 난카이 입단이 약속되어 있었지만 그 해부터 프로 야구는 드래프트 제도를 도입해 한큐 브레이브스가 1965년 드래프트 1순위로 지명했다. 드래프트 제도의 목적에는 오르기만하는 계약금 억제도 있지만 난카이와 3,000만 엔이 약속되어 있었음에도 불구하고 1,000만 엔으로 하향 조정되었다. 희망 구단에 들어가지 못하고 계약금도 삭감되어서 “진짜 대단한 것(드래프트 제도)이 생겨버렸다”라고 나가이케는 쓴웃음을 지으며 되돌아보고 있다.

### 프로 입단 후
입단 후에는 몸이 유연하지 않아서 프로에서는 무리라는 낙인이 찍혔지만 유연체조로 극복하여 처음에는 프로의 스피드를 따라가지 못하고 특히 몸쪽을 전혀 때려내지 못했다. 그러나 “다릴 스펜서와 어깨를 나란히 하는 일본인 슬러거를 만들고 싶다”라는 니시모토 유키오 감독의 요청에 의해 아오타 노보루 코치가 지도, 철저한 몸쪽 치기의 연습이 이루어졌다. 처음엔 멀리 보내기는커녕 제대로 맞추지도 못하고 열만 받아 오른쪽 손바닥이 퉁퉁 부었다고 한다. 그 때 아오타 코치가 “공 안에 그립을 넣어 안쪽에서 치라”고 조언해 그것을 터득하기 위해 연습을 반복하는 도중에 왼쪽 어깨에 턱을 올리고 팔을 크게 뒤로 빼며 큰 자세를 취하는 독특한 폼을 만들어 냈다. 이 폼은 나가이케의 대명사가 되었다. 이렇게 해서 2년째인 1967년에는 27개의 홈런을 기록하여 잘 때려내지 못했던 몸쪽도 ‘일품’이라 불릴만큼 특기가 되었다. 지금도 나가이케는 장거리 타자로서의 자신을 ‘아오타의 작품’이라고 칭한다. 그러나 아오타는 “내가 볼일이 있다고 해도 나가이케는 안보내줬다. 혼자서 보고있을 수 만은 없어서 조언을 하면 떠나는데 바로 ‘봐달라’며 되돌아오게 하고 내가 만들었다기보다는 나가이케 자신이 노력한 것이다”라고 말하고 있다.
1969년에는 타율 3할 1푼 6리, 홈런 41개, 101타점으로 홈런왕과 타점왕을 연달아 석권, 노무라 가쓰야의 9년 연속 홈런왕을 저지했고 작년 시즌에 퇴단한 스펜서를 대신해 4번 타자로서 한큐의 우승에 기여한 공로로 MVP를 수상했다. 1971년에는 타율 3할 1푼 7리, 40개의 홈런으로 통산 두 번째의 MVP를 수상했고 또한 그 해에 당시 일본 신기록이 되는 32경기 연속 안타를 기록하였다. 신기록이 걸린 32경기째에도 압박감은 전혀 느끼지 않은 것처럼 보였으며 3타석 연속 홈런이라는 호쾌한 형태로 달성하였다. 이것은 1979년에 히로시마 도요 카프의 다카하시 요시히코에 의해 경신되었으나 퍼시픽 리그 기록으로서 현재도 남아 있다.
1972년에는 올스타전까지 오스기 가쓰오한테 홈런 부문에서 15개 차이로 뒤져 있었는데 후반기부터 맹추격에 들어가 당시 프로 야구 월간 홈런 기록(9월 한 달 동안 15개)을 세우면서 오스기와의 홈런 차이를 뒤집고 역전 홈런왕에 올랐다(나가이케 41개, 오스기 40개). 최대 차이의 역전 홈런 기록으로서 지금도 일본 프로 야구에서는 화젯 거리로 남아있다. 이듬해인 1973년에도 43개의 홈런, 109타점으로 타격 부문 2관왕을 획득했지만 한때는 3관왕까지도 노릴 수 있는 성적이었으나 시즌 종반에 들어서면서 타율이 떨어지는 바람에 3관왕은 놓쳤고 결국은 4위로 만족해야만 했다. 참고로 이때의 수위 타자는 팀 동료였던 가토 히데지였다. 타율 3할 이상을 4차례, 홈런 40개 이상과 100타점 이상을 각각 4차례씩 기록하는 등 제1차 한큐 황금 시대에 4번 타자로서 맹활약을 펼쳤다.
우에다 도시하루 감독 시절에 지명 타자로 전향했는데 1975년에는 그 해에 도입된 지명 타자 부문에서 베스트 나인에 선정되었고 팀도 창단 이후 첫 일본 시리즈 우승을 달성했다. 그 다음해에 한큐는 여섯번째 도전 끝에 ‘타도 요미우리’라는 비원을 달성했으나 나가이케는 이 때 자신이 두드러지는 활약을 보여주지 못했던 것에 대해 “그 때 나는 이미 끝난 상태였기에 별로 재미없었다”라고 말했다. 처음으로 지명 타자 부문의 베스트 나인을 수상하긴 했지만 지명 타자에 대해서는 “기분상 야구를 절반 밖에 즐기지 못한다는 느낌이 들었다. 손 놓고 가만있는 건 아니지만 역시 공을 때리고 수비하는 게 야구다”라면서 부정적인 입장을 드러냈다.
1977년경부터 무릎 통증에 시달리면서 대타로 경기에 나서는 경우가 많았고, 1979년부터는 팀의 타격 코치를 겸임하다가 그 해를 마지막으로 14년 간의 현역 생활을 은퇴했다.

### 그 후
1980년부터 1982년까지 한큐 1군 타격 코치, 1983년부터 1984년까지 마이니치 방송 해설자, 1985년에는 세이부 라이온스 1군 타격 코치, 1987년부터 1988년까지 난카이 호크스 1군 타격 코치, 1989년부터 1992년까지 후쿠오카 방송 해설자, 1993년부터 1995년까지 곤도 아키히토 감독의 지휘 하에서 요코하마 베이스타스 수석 코치 겸 타격 코치를 맡는 등 여러 구단에서 코칭 스태프로 활동했다. 1996년에는 닛폰 TV 해설자, 1997년부터 1998년까지 다시 곤도 아키히토 감독의 지휘 하에 지바 롯데 마린스의 수석 코치 겸 타격 코치를 맡았다. 2004년에는 오릭스의 미야코섬 스프링 캠프에서 임시 타격 코치를 맡았다.
코치로서의 수완은 높았고, 아키야마 고지·가나모리 에이지(세이부), 사사키 마코토(난카이), 스즈키 다카노리·이시이 다쿠로·하루 도시오(요코하마), 고사카 마코토·후쿠우라 가즈야(지바 롯데)를 길렀다.
현재는 후쿠오카 방송의 해설자로 있으며, 더욱이 2009년까지는 닛폰 TV 해설자, 2012년까지는 라디오닛폰, 라디오 간사이의 해설자도 겸임하고 있었다. 또, 1999년부터 2005년까지 스포츠 닛폰의 야구 평론가도 겸임하고 있었다.

## 상세 정보

### 출신 학교
- 도쿠시마 현립 무야 고등학교(현재의 도쿠시마 현립 나루토 제1 고등학교)
- 호세이 대학

### 선수 경력
- 한큐 브레이브스(1966년 ~ 1979년)

### 지도자·기타 경력
- 한큐 브레이브스 1군 타격 코치(1979년 ~ 1982년) ※1979년에는 선수 겸임
- 마이니치 방송 해설자(1983년 ~ 1984년)
- 세이부 라이온스 1군 타격 코치(1985년)
- 난카이 호크스 1군 타격 코치(1987년 ~ 1988년)
- 후쿠오카 방송 해설자(1989년 ~ 1992년, 1999년 ~ )
- 요코하마 베이스타스 1군 수석 겸 타격 코치(1993년 ~ 1995년)
- 닛폰 TV 야구 해설위원(1996년, 1999년 ~ 2009년)
- 지바 롯데 마린스 1군 수석 겸 수비 코치(1997년)
- 지바 롯데 마린스 1군 수석 코치(1998년)
- 라디오닛폰, 라디오 간사이 해설자(1999년 ~ 2012년)
- 스포츠 닛폰 야구 평론가(1999년 ~ 2005년)

### 수상·타이틀 경력

#### 타이틀
- 홈런왕 : 3회(1969년, 1972년, 1973년)
- 타점왕 : 3회(1969년, 1973년, 1974년)

#### 수상
- MVP : 2회(1969년, 1971년)
- 베스트 나인 : 7회(1967년, 1969년 ~ 1973년, 1975년)
- 올스타전 MVP : 3회(1967년 2차전, 1970년 1차전, 1971년 2차전)
- 일본 시리즈 감투상 : 2회(1968년, 1969년)
- 퍼시픽 리그 플레이오프 MVP : 1회(1975년)
- 퍼시픽 리그 플레이오프 감투상 : 1회(1974년)

### 개인 기록

#### 첫 기록
- 첫 출장·첫 선발 출장 : 1966년 4월 9일, 대 도에이 플라이어스 1차전(고라쿠엔 구장), 7번·우익수로서 선발 출장
- 첫 안타 : 1966년 7월 23일, 대 난카이 호크스 13차전(한큐 니시노미야 구장), 7회말에 나카타 요시히로의 대타로 출장, 와타나베 다이스케로부터
- 첫 홈런·첫 타점 : 1966년 7월 24일, 대 난카이 호크스 14차전(한큐 니시노미야 구장), 5회말에 다카하시 에이이치로로부터 2점 홈런

#### 기록 달성 경력
- 통산 100홈런 : 1969년 9월 27일, 대 롯데 오리온스 27차전(한큐 니시노미야 구장), 2회말에 가와바타 가즈토로부터 좌월 솔로 홈런
- 통산 150홈런 : 1971년 6월 9일, 대 긴테쓰 버펄로스 8차전(한큐 니시노미야 구장), 7회말에 반도 사토미로부터 좌월 2점 홈런
- 통산 200홈런 : 1972년 9월 3일, 대 니시테쓰 라이온스 21차전(한큐 니시노미야 구장), 5회말에 다나카 아키라로부터 좌월 솔로 홈런 ※역대 19번째
- 통산 1000안타 : 1974년 4월 10일, 대 닛폰햄 파이터스 전기 2차전(후지사키다이 현영 야구장), 5회초에 미우라 마사키로부터 중전 안타 ※역대 85번째
- 통산 1000경기 출장 : 1974년 6월 8일, 대 난카이 호크스 전기 9차전(한큐 니시노미야 구장), 4번·우익수로서 선발 출장 ※역대 172번째
- 통산 250홈런 : 1973년 9월 14일, 대 다이헤이요 클럽 라이온스 후기 10차전(헤이와다이 구장), 1회초에 야나기다 유타카로부터 중월 솔로 홈런 ※역대 11번째
- 통산 300홈런 : 1975년 6월 22일, 대 다이헤이요 클럽 라이온스 전기 13차전(헤이와다이 구장), 7회초에 다나카 아키라로부터 솔로 ※역대 8번째

#### 기타
- 올스타전 출장 : 9회(1967년 ~ 1975년)
- 월간 홈런 : 15개(1972년 9월)
- 32경기 연속 안타(1971년 5월 28일 ~ 7월 6일)
- 4타수 연속 홈런(1967년 6월 4일 ~ 6월 6일)
- 11경기 연속 타점(1974년 6월 8일 ~ 6월 25일)

### 등번호
- 3(1966년 ~ 1982년)
- 81(1985년)
- 72(1987년 ~ 1988년, 1993년 ~ 1995년)
- 82(1997년 ~ 1998년)

### 등록명
- 長池 徳二(1966년 ~ 1978년)
- 長池 徳士(1979년 ~ )

### 연도별 타격 성적
| 연 도       | 소 속       | 경 기 | 타 석 | 타 수 | 득 점 | 안 타 | 2 루 타 | 3 루 타 | 홈 런 | 루 타 | 타 점 | 도 루 | 도 루 자 | 희 생 번 | 희 생 플 | 볼 넷 | 고 4 | 사 구 | 삼 진 | 병 살 타 | 타 율 | 출 루 율 | 장 타 율 | O P S |
| ----------- | ----------- | ----- | ----- | ----- | ----- | ----- | ------- | ------- | ----- | ----- | ----- | ----- | -------- | -------- | -------- | ----- | ---- | ----- | ----- | -------- | ----- | -------- | -------- | ----- |
| 1966년      | 한큐        | 68    | 206   | 198   | 18    | 52    | 6       | 4       | 7     | 87    | 22    | 1     | 2        | 2        | 0        | 5     | 0    | 1     | 29    | 3        | .263  | .284     | .439     | .724  |
| 1967년      | 한큐        | 129   | 523   | 466   | 66    | 131   | 15      | 0       | 27    | 227   | 78    | 12    | 9        | 0        | 7        | 44    | 2    | 6     | 54    | 12       | .281  | .351     | .487     | .838  |
| 1968년      | 한큐        | 132   | 547   | 478   | 73    | 114   | 17      | 1       | 30    | 223   | 79    | 12    | 3        | 1        | 7        | 57    | 3    | 4     | 72    | 7        | .238  | .325     | .467     | .791  |
| 1969년      | 한큐        | 129   | 551   | 487   | 95    | 154   | 22      | 2       | 41    | 303   | 101   | 21    | 8        | 0        | 7        | 54    | 4    | 3     | 49    | 14       | .316  | .388     | .622     | 1.010 |
| 1970년      | 한큐        | 121   | 486   | 424   | 59    | 131   | 20      | 1       | 28    | 237   | 102   | 18    | 7        | 0        | 9        | 50    | 3    | 3     | 46    | 9        | .309  | .386     | .559     | .945  |
| 1971년      | 한큐        | 130   | 558   | 476   | 87    | 151   | 19      | 2       | 40    | 294   | 114   | 8     | 9        | 1        | 7        | 69    | 9    | 5     | 37    | 19       | .317  | .409     | .618     | 1.027 |
| 1972년      | 한큐        | 111   | 452   | 386   | 72    | 112   | 11      | 1       | 41    | 248   | 95    | 6     | 4        | 0        | 7        | 56    | 4    | 3     | 36    | 17       | .290  | .384     | .642     | 1.027 |
| 1973년      | 한큐        | 128   | 559   | 479   | 89    | 150   | 16      | 2       | 43    | 299   | 109   | 5     | 5        | 0        | 5        | 73    | 12   | 2     | 46    | 13       | .313  | .406     | .624     | 1.030 |
| 1974년      | 한큐        | 121   | 485   | 442   | 60    | 128   | 18      | 1       | 27    | 229   | 96    | 9     | 7        | 0        | 4        | 38    | 1    | 1     | 38    | 14       | .290  | .347     | .518     | .865  |
| 1975년      | 한큐        | 103   | 423   | 378   | 55    | 102   | 12      | 0       | 25    | 189   | 58    | 6     | 3        | 1        | 5        | 38    | 2    | 1     | 29    | 13       | .270  | .338     | .500     | .838  |
| 1976년      | 한큐        | 110   | 376   | 344   | 25    | 82    | 10      | 0       | 12    | 128   | 59    | 0     | 4        | 2        | 4        | 25    | 1    | 1     | 41    | 12       | .238  | .292     | .372     | .664  |
| 1977년      | 한큐        | 58    | 164   | 142   | 21    | 39    | 2       | 0       | 10    | 71    | 27    | 0     | 0        | 0        | 4        | 18    | 0    | 0     | 19    | 3        | .275  | .356     | .500     | .856  |
| 1978년      | 한큐        | 55    | 120   | 104   | 10    | 27    | 1       | 0       | 5     | 43    | 21    | 0     | 0        | 0        | 2        | 14    | 0    | 0     | 13    | 3        | .260  | .347     | .413     | .761  |
| 1979년      | 한큐        | 54    | 73    | 68    | 3     | 17    | 0       | 0       | 2     | 23    | 8     | 0     | 0        | 0        | 0        | 5     | 0    | 0     | 7     | 1        | .250  | .301     | .338     | .640  |
| 통산 : 14년 | 통산 : 14년 | 1449  | 5223  | 4872  | 733   | 1390  | 169     | 14      | 338   | 2601  | 969   | 98    | 61       | 7        | 68       | 546   | 41   | 30    | 516   | 140      | .285  | .361     | .534     | .895  |

- 굵은 글씨는 시즌 최고 성적.